# Sbeïtla
Cet article concerne la ville tunisienne moderne. Pour la cité antique, voir Site archéologique de Sbeïtla.
Sbeïtla (arabe : سبيطلة ), connue dans l'Antiquité sous le nom de Sufetula, est une ville du centre de la Tunisie. Dépendant du gouvernorat de Kasserine, elle regroupe 24 597 habitants en 2014. Elle est le centre de la délégation du même nom qui s'étale sur une superficie de 1 133,5 km2. Point d'entrée de la conquête de l'Afrique du Nord par les Arabes musulmans, elle est surtout connue pour son important site archéologique dont il subsiste de nombreux vestiges.

## Géographie
Sbeïtla est le centre de la délégation du même nom et d'une municipalité qui s'étend sur 113 350 hectares. Située à 260 kilomètres au sud-ouest de Tunis, à 150 kilomètres à l'ouest de Sfax et à 32,7 kilomètres à l'est de Kasserine, elle se trouve sur le parcours de la route nationale 13.

### Climat
Le climat de Sbeïtla est semi-aride comme une grande partie du Centre-Ouest de la Tunisie.

### Transports
La ville de Sbeïtla est reliée aux villes environnantes par un réseau de louages qui ne cesse de se développer pour assurer la fluidité de la circulation des personnes. La Société nationale de transport interurbain, moins présente, offre aussi le même service. Le transport en commun est assuré par un réseau de taxis.
La ville est desservie aussi par le chemin de fer depuis le 15 juin 1908, date d'ouverture de la ligne Sbeïtla-Jilma qui s'étale sur 28,2 kilomètres, suivie par l'ouverture de la ligne Sbeïtla-Kasserine-Henchir Souatir (124 kilomètres), le 1er décembre 1909. Les travaux sont réalisés par la Compagnie des chemins de fer Bône-Guelma.

## Histoire

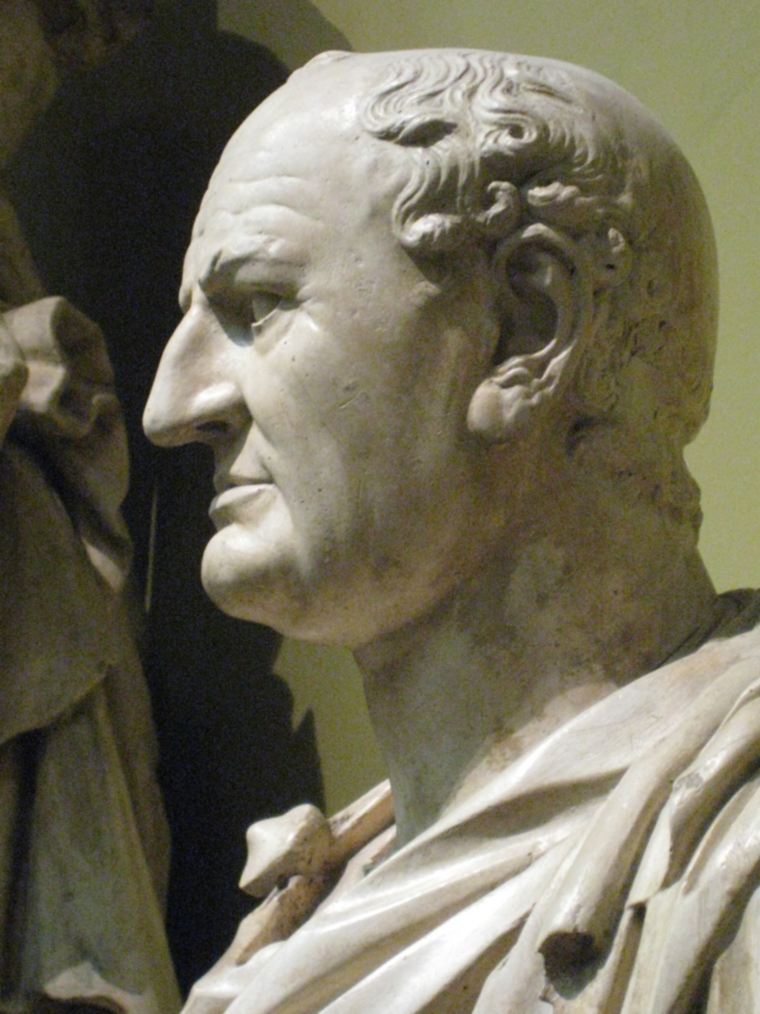
Buste de Vespasien exposé au musée des Beaux-Arts Pouchkine de Moscou.

### Antiquité
La ville de Sufetula est fondée par l'empereur romain Vespasien, le fondateur de la dynastie des Flaviens qui règnent sur l'empire de 69 à 96. Les armées romaines viennent de pacifier la région alors en proie aux attaques berbères, et des terres sont attribuées aux vétérans qui peuvent ainsi protéger les frontières des incursions étrangères.

### Époque musulmane
À l'époque du calife Othmân ibn Affân, Sbeïtla est le point d'entrée de la conquête de l'Afrique du Nord par les Arabes musulmans, sous la conduite des sept Abdullah — Abd Allah ibn az-Zubayr, Abdullah ibn Abbas, Abdullah ibn Omar, Abdullah ibn Masud, Abdullah ibn Amr ibn al-As, Abdullah ibn Jaafar ibn Abi Talib et Abd Allâh ibn Saad ibn Sarh — qui réussissent à battre le patrice Grégoire, basé à Sufetula et appuyé par les Frexes selon la tradition locale, dans des batailles qui voient en l'an 647 la victoire de la nouvelle religion, ouvrant ainsi une nouvelle page dans l'histoire de la Tunisie en particulier et celle du Nord de l'Afrique en général.
Au XVIIIe siècle, les Fraichiches et les Madjer sont réunis sous la même autorité d'un caïd qui réside à Sbeïtla mais sont séparés et fractionnés après la signature du traité algéro-tunisien de 1821.

### Époque française
À la mi-août 1881, des insurgés appartenant aux Hamamas, Fraichiches, Madjers, Ouled Ayar, Ouartanes, Zeghalmas et Ounifas, se réunissent à Sbeïtla pour décider de la marche à suivre face au protectorat français.

### Seconde Guerre mondiale
Pendant la Seconde Guerre mondiale, qui s'inscrit en Afrique du Nord dans la campagne de Tunisie, et comme d'autres villes du gouvernorat de Kasserine, Sbeïtla est le théâtre de combats dans ce qu'on appelle la bataille de Kasserine, opposant les États-Unis sous le commandement de Lloyd Fredendall et le Troisième Reich sous le commandement d'Erwin Rommel, et qui a lieu entre le 19 et le 25 février 1943.

### Printemps arabe
Début 2011, Sbeïtla connaît des manifestations sanglantes lors de la révolution conduisant à la chute du président Zine el-Abidine Ben Ali. En juillet de la même année, la ville, qui est fortement touchée par le chômage, est le théâtre de violences entre habitants de deux quartiers, la dispute dégénérant en affrontements entre des dizaines de personnes, faisant 17 blessés en deux jours ; ceci conduit à la promulgation par le ministère de l'Intérieur d'un décret de couvre-feu.

## Économie
L'économie de Sbeïtla repose principalement sur les activités artisanales, l'agriculture et le tourisme.
La contrebande fait également partie des activités économiques parallèles que des habitants pratiquent.

### Industrie
La ville abrite deux modestes zones industrielles. La délégation étant classée en zone de développement régional prioritaire, on accorde aux investisseurs 25 à 30 % de l'investissement global, via un fonds incluant un plafond de 1,5 à deux millions de dinars, ainsi que la prise en charge par l'État de la cotisation patronale au régime légal de la sécurité sociale pendant les dix premières années à partir de la date d'entrée en activité effective, en plus d'autres avantages.

### Agriculture
L'agriculture et des produits agroalimentaires, en particulier l'huile d'olive, représentent une part importante de l'économie de la ville. La répartition des sols selon leurs vocations est composée de 58 750 hectares de terres labourables, 40 847 hectares de forêts et d'alfa et 7 196 hectares de parcours, soit un total de 106 793 hectares.
Selon les statistiques de 2008, le taux d'utilisation des superficies irrigables est de 90 % ; les superficies irriguées de la délégation de Sbeïtla atteignent 2 930 hectares sur un total de 3 366 hectares irrigables. 60 % des superficies exploitées sont gérées par des privés.

### Tourisme
Grâce à son site archéologique, son complexe touristique et ses hôtels, le tourisme représente une autre part de l'économie locale.

## Culture

### Musée archéologique

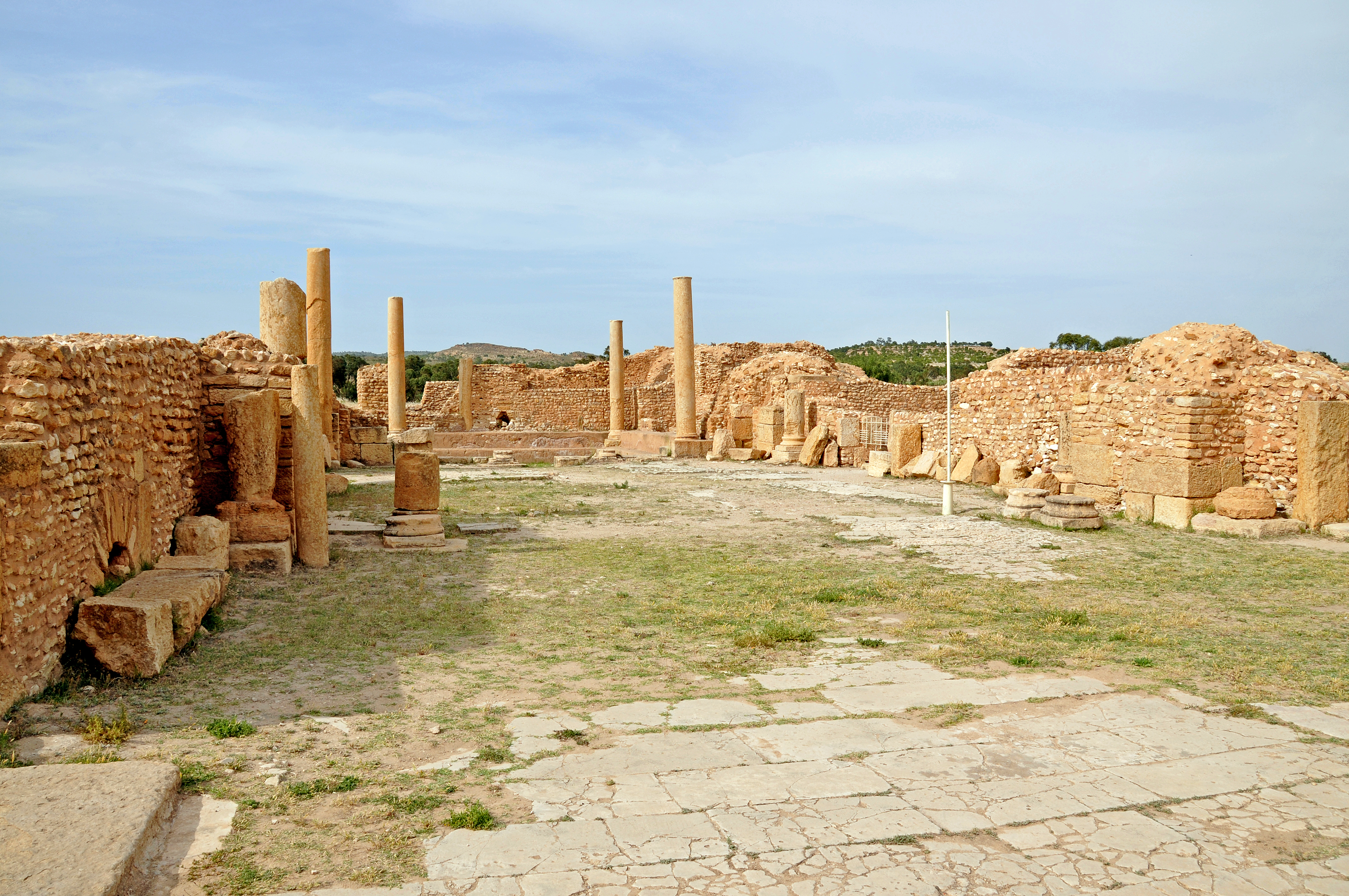
Ruines archéologiques à Sbeïtla.

La ville abrite un musée archéologique situé à côté de son site archéologique. Il est constitué de quatre salles exposant des objets archéologiques témoins des différents aspects de la vie quotidienne de la Préhistoire à l'époque chrétienne et musulmane.
Le musée est fermé à partir de janvier 2011, et la ministre de la Culture et de la Sauvegarde du patrimoine Latifa Lakhdar a promis sa réouverture et s'est engagée à allouer les financements nécessaires à la sauvegarde et à la restauration de cet édifice.

### Festival international d'Abadla
Sbeïtla célèbre depuis 1980 son festival international d'Abadla, une manifestation culturelle qui, malgré son ancienneté, reste en difficulté en raison des restrictions budgétaires de la part du ministère de la Culture qui lui octroie uniquement la somme de 80 000 dinars. Ce budget ne suffit pas au festival pour garantir à ses spectateurs des grands spectacles ; il se contente donc d'artistes locaux dans le cadre de la coopération culturelle.

### Festival international du printemps de Sbeïtla

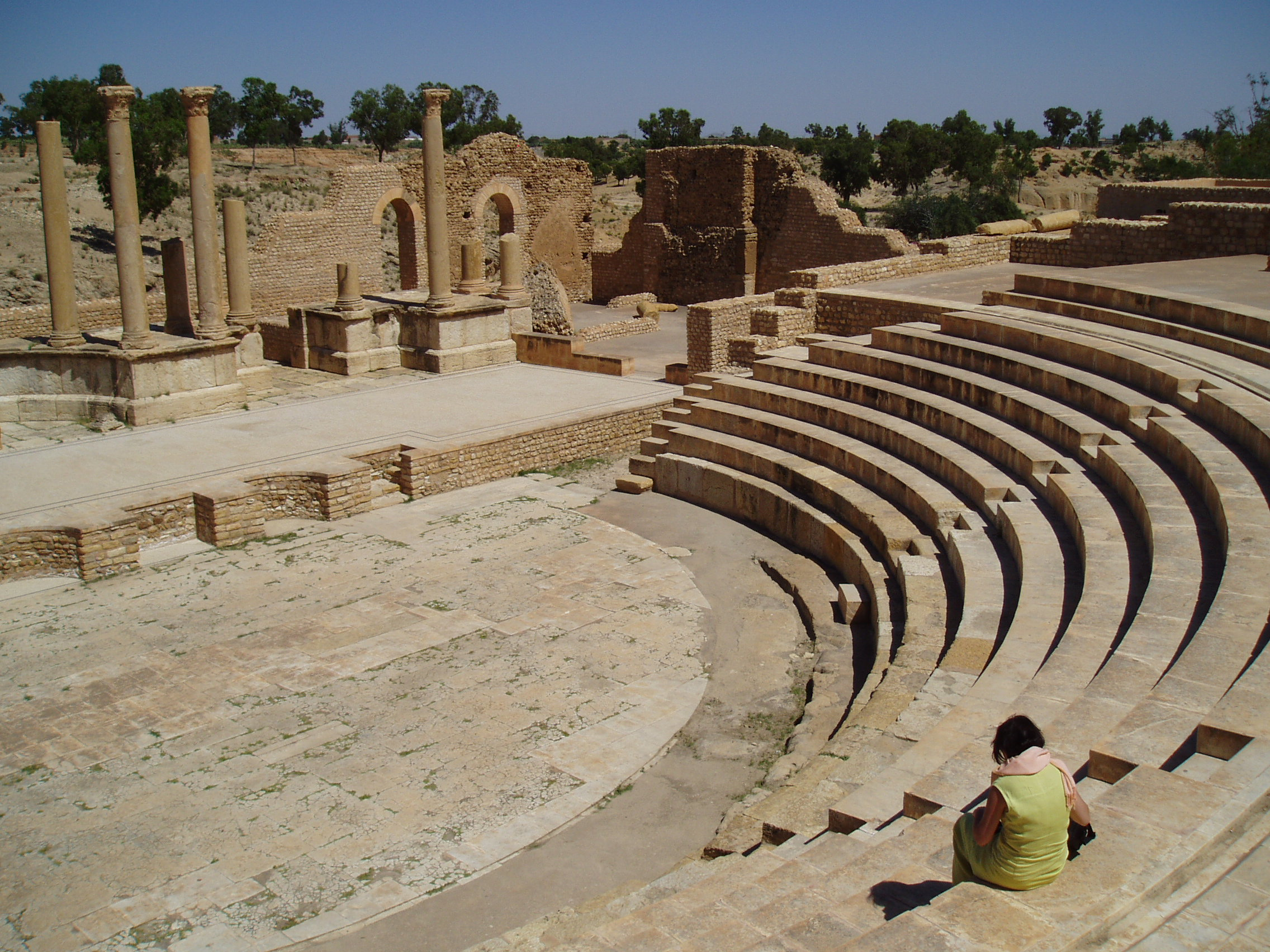
Vue du théâtre de Sbeïtla.

La ville célèbre aussi depuis 2001 le Festival international du printemps de Sbeïtla, fondé par le poète et acteur Adnen Helali et ses amis, une manifestation culturelle organisée par l'association Founoun Sufetula avec la collaboration du comité culturel local.
Les spectacles du festival se déroulent dans le théâtre de Sbeïtla situé au sein de son site archéologique. Le 30 mars 2014, la treizième édition du festival démarre avec l'organisation de la Marche des fleurs sur l'avenue Habib-Bourguiba, avec une participation des deux rives de la Méditerranée et de l'Amérique latine. L'originalité de cette édition consiste en l'organisation de cette marche qui prévoit la participation d'environ 2 000 jeunes, en provenance des différentes régions de la république, notamment des régions montagneuses.
Cette édition du festival est marquée aussi par la célébration du 150e anniversaire de la révolte du martyr Ali Ben Ghedhahem. D'autres manifestations culturelles ont lieu jusqu'au 6 avril, date de la fin du festival.

### Fête des bergers
L'administration du festival soutient aussi la vie culturelle régionale en contribuant régulièrement à la Fête des bergers, une manifestation qui se déroule dans le djebel Semmama près de Sbeïtla. La fête, animée par des chansons pastorales et la poésie des montagnards, sert à rendre hommage aux bergers qui animent la vie de ces campagnes oubliées et à lancer une action de tourisme alternatif qui soit inspirée des spécificités de la région. La troisième édition de la fête a lieu du 25 au 27 avril 2014 dans un climat tendu à la suite des attaques terroristes qui ont eu lieu dans le djebel Chambi. La fête gagne alors un nouveau rôle : peupler la montagne et chasser les terroristes.
En 2015, l'administration du centre culturel de montagne à Semmama, qui gère le festival, maintient le planning de sa quatrième édition malgré les obstacles et les difficultés. Il déroulera les 25 et 26 avril dans un contexte particulier, due à la présence dans la montagne de terroristes. La fête vise également à égayer, pour deux jours, le pied du djebel Semmama sinistré par l'ambiance engendrée par les terroristes.

## Sports
La ville est renommée pour son équipe de football, l'Union sportive de Sbeïtla, fondée à Sbeïtla en 1947, et active dans la poule Centre de la Ligue II durant la saison 2014-2015.
Le 9 juin 2013, l'équipe réalise le meilleur exploit de son histoire et la plus grosse surprise des quarts de finale de la coupe de Tunisie en éliminant le Stade tunisien aux tirs au but (4-2) après un match nul (1-1),. Le 25 mai 2014, l'équipe garantit son passage en Ligue II après avoir dominé le groupe Centre de la Ligue III et battu le club de Bembla sur un score de 3-0.
Le 25 juin 2014, au stade olympique d'El Menzah, le club remporte la coupe de la Ligue amateur Promosport aux tirs au but (3-2), aux dépens du tenant du titre, le Mouldiet Manouba, la rencontre s'étant achevée lors du temps réglementaire sur un nul (0-0).
L'Association sportive féminine de Sbeïtla, club de football féminin basé dans la ville depuis 1999, est présidé par Ayachi Rebei et joue en Ligue II.

## Personnalités
- Ali Ben Ghedhahem, né en 1814 et décédé le 10 octobre 1867, dirigeant tribal et révolutionnaire lors de l'insurrection de 1864 ;
- Lotfi Ben Jeddou, né le 31 juillet 1964[29], ministre de l'Intérieur dans les gouvernements Larayedh et Jomaa ;
- Adnen Helali, né le 23 mars 1975, poète et acteur[30] ;
- Mongi Soussi Zarrouki, né le 24 février 1936, athlète spécialisé en 400 mètres haies et participant aux Jeux olympiques de 1960[31] ;
- Lamine Moulahi, né le 20 août 1961, haut fonctionnaire, professeur et homme politique, PDG de la Pharmacie centrale de Tunisie[32] ;
- Chawki Tabib, né le 28 décembre 1963[33], avocat.